# Exportação de animais vivos no Brasil
A exportação de animais vivos no Brasil é uma atividade regulamentada pelo Ministério da Agricultura e Pecuária e envolve uma série de etapas definidas em Instruções Normativas. Apesar do Brasil ser um dos maiores exportadores de carne bovina do mundo, a exportação de bovinos vivos no país representa menos de 1% de todo o mundo. Mesmo assim, entre os anos de 2012 e 2021, o país exportou cerca de 2,6 milhões de bois vivos, número inferior apenas ao exportado pela Austrália no período.
Os principais portos do país utilizados para exportação de carga viva são os de São Sebastião (SP), Rio Grande (RS) e o de Vila do Conde (PA). O Porto de Imbituba (SC) também tem sido utilizado para o embarque de animais vivos para o exterior.  O estado do Pará exporta cerca de dois terços de todos animais vivos do Brasil, enquanto os estados do Rio Grande do Sul e São Paulo exportam 20,5% e 8,3% do total, respectivamente.

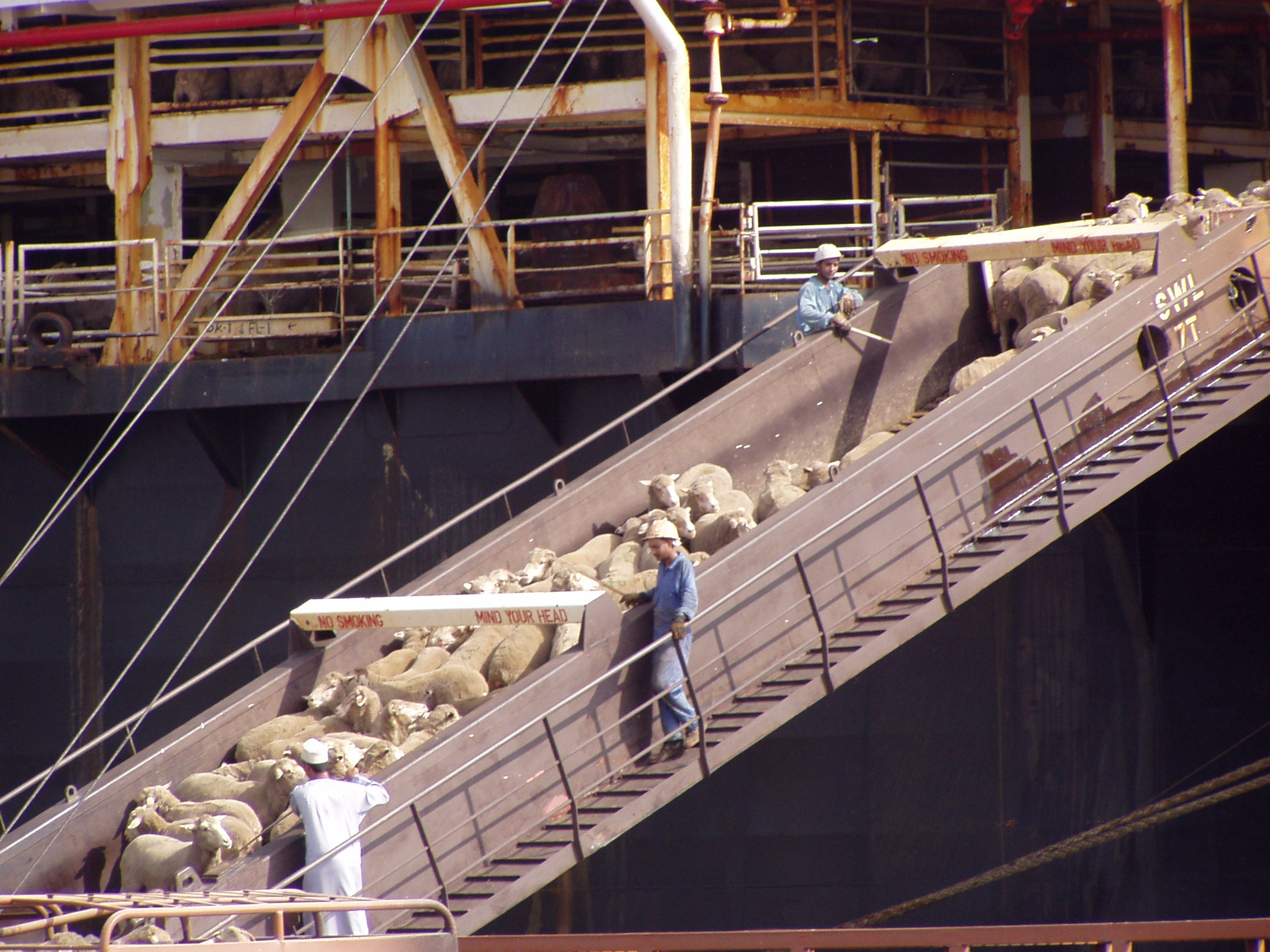
Exemplos de animais vivos desembarcando de navio transportador

## Histórico
Em 2002, o Brasil passou a liberar a exportação de gado vivo sem a finalidade de reprodução. Em 2005, se tornou o quarto país do mundo que mais exportava gado vivo.
Em 2009, o país atingiu o seu recorde de exportação de bovinos vivos, chegando a cerca de 600 mil animais. Desde então, houve uma redução nesses números, chegando a 90% em 2022 em comparação ao ápice.
No ano de 2010, foi emitida a Instrução Normativa nº13 do Ministério da Agricultura e Pecuária, que estabeleceu o regramento definindo os procedimentos básicos para a preparação de animais vivos para a exportação. Posteriormente, esse regramento foi revisado, dando origem à Instrução Normativa nº 46 de 2018, a qual define os procedimentos estabelecidos em vigor até os dias de hoje.
Até o ano de 2015, os principais países que mais recebiam gado vivo advindo do Brasil eram os da América Latina, especialmente a Venezuela. Nos anos seguintes, esta foi substituída pela Turquia, Egito, Líbano, Iraque, Jordânia, Arábia Saudita e Emirados Árabes Unidos. A principal razão desses países importarem animais vivos é para cumprir os preceitos do Halal, prática islâmica que estabelece que a carne só pode ser consumida de animais abatidos voltados para Meca, diretamente das mãos de um muçulmano praticante.
Em setembro de 2023, o Brasil abriu a possibilidade de exportação de animais vivos para cinco novos países que integram a União Econômica Eurasiática: Rússia, Belarus, Armênia, Cazaquistão e Quirguistão. Os novos mercados foram viabilizados por conta de uma missão do Ministério da Agricultura em Moscou. Segundo o mesmo Ministério, entre 2018 e 2022, esses países importaram mais de US$ 200 milhões por ano em bovinos vivos de outros fornecedores.

## Funcionamento

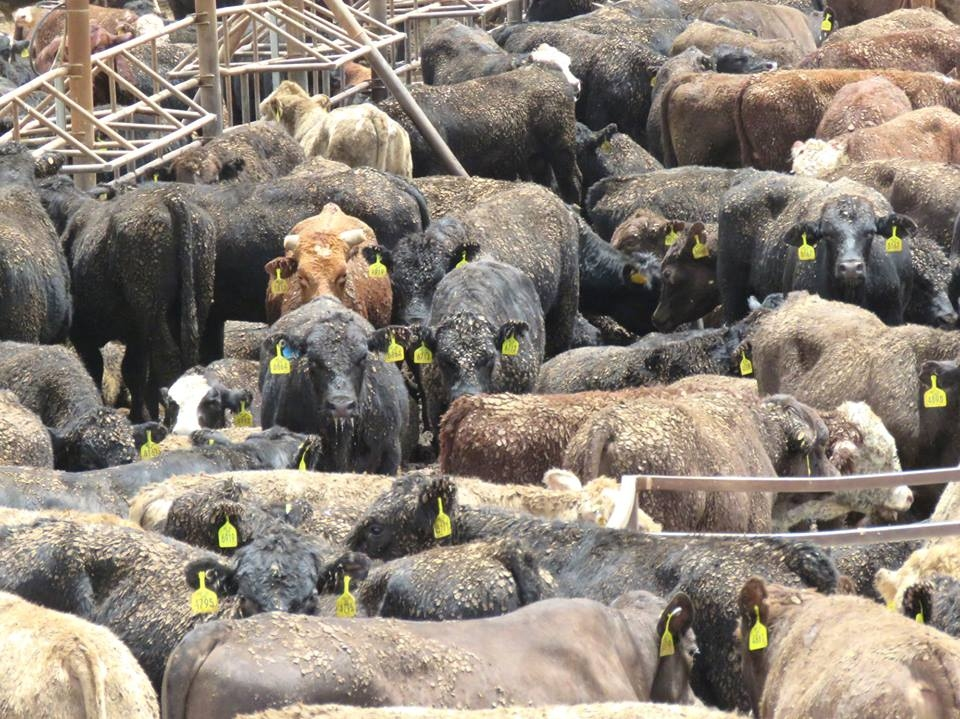
Exemplos de animais em quarentena após desembarcarem de navio para serem abatidos

A exportação de animais vivos envolve algumas etapas definidas pelo Ministério da Agricultura, as quais estão regulamentadas pela Instrução Normativa nº 46 de agosto de 2018.
Primeiro, os animais são destinados a um EPE (Estabelecimento de Pré-Embarque), que são propriedades rurais aprovadas pelo mesmo Ministério destinadas a verificar os requisitos sanitários estabelecidos pelo país importador, assim como a preparação da carga viva para o transporte e fruição do tempo de isolamento mínimo de sete dias (de acordo com as exigências do país importador), para realização de exames de patologias de análise obrigatória. Atualmente no Brasil existem 42 EPEs em atividade credenciados: Pará (19), São Paulo (13), Rio Grande do Sul (5), Minas Gerais (4) e Santa Catarina (1).
Após essa etapa, veterinários emitem a Autorização para Emsisão do Certificado Zoossanitário Internacional (Aczi), que valida o transporte dos animais.  Por fim, caminhões são lacrados pelos veterinários e seguem para os portos, onde o veículo passa por pesagem e é deslacrado por veterinários do Ministério da Agricultura. Caso todas as condições normativas e sanitárias estejam atendidas, os profissionais expedem o certificado zoossanitário internacional para a exportação dos animais.

## Mercado e legislação
Em 2017, o Brasil movimentou cerca de R$1,2 bilhões com a exportação de cargas vivas, contabilizando um total de 22 milhões de animais exportados, sendo cerca de 400 mil bovinos vivos. Houve um aumento expressivo de exportação para países da Liga Árabe (Iraque, Líbano, Egito, Jordânia e Emirados Árabes Unidos) entre o ano de 2015, que envolveu cerca de R$273 milhões em movimentação de animais vivos, e o ano de 2017 que passou a cifras de R$412 milhões. Neste mesmo ano, a Turquia foi o maior importador de gado vivo do Brasil, sendo responsável por 55,2% das importações.
Segundo a ANTAQ, entre os anos de 2010 e 2018, a movimentação de cargas vivas nos portos do Brasil superaram a marca de 1,8 milhões de toneladas, sendo que o Porto de Santos movimentou 8,1 mil toneladas.
No entanto, o país vem perdendo espaço no mercado de exportação de bovinos vivos. Em 2021, a participação brasileira foi de pouco mais de 1% de todo o planeta, em contraste com o mercado de carne bovina, no qual o Brasil se configura como maior exportador (com 19% das exportações globais).
As três maiores empresas de exportação de gado vivo no Brasil são a Minerva Foods, Mercúrio Alimentos e a Agroexport. No ano de 2019, o gado embarcado no Brasil para exportação gerou uma receita de cerca de US$ 457 milhões, sendo que a empresa Minerva Foods participou com 47,6% desse montante.

## Problemas
O sistema de transporte de bovinos é considerado precário devido às más condições das estradas e manuseio dos animais. Assim, o transporte de longa distância, seja ele marítimo ou terrestre, causa sofrimento nos animais devido aos traumas, temperaturas impróprias, falta de alimento e água, fadiga e más condições de higiene. Como consequência, são apresentados problemas relacionados a doenças infecciosas, feridas, contusões, hemorragias, fraturas, doenças respiratórias e intoxicações. Mesmo em transportes terrestres de curta e média duração, os animais são submetidos a condições estressantes, afetando seu sistema fisiológico e qualidade do produto final. Além disso, durante o transporte terrestre, alguns animais podem cair e serem pisoteados, o que implica na morte de cerca de 3 em cada 20 animais transportados em viagens de três a seis horas. Caso algum animal chegue desabilitado e não levante quando chegar no porto, ele é desembarcado e retorna à fazenda de origem.
De acordo com o professor Matheus Paranhos Salles, especialista em bem-estar animal e professor da Universidade Estadual Paulista de Jaboticabal, o tempo máximo de 12 horas estabelecido para a viagem dos animais do EPE até o porto é muito longo e pode implicar em condições de estresse e cansaço excessivos. Também segundo o professor, os navios alocam os bovinos em espaços de cerca de 1,28 m², o que os impede de se levantarem e deitarem quando necessário, já que o ideal seria de 2,5 m² para cada animal se levantar confortavelmente. A superlotação dos navios também é um problema observado, já que entre os anos de 2011 e 2015 cerca de 43% dos embarques realizados no Brasil apresentaram superlotação, submetendo os animais e navegarem por cerca de duas semanas em espaços inferiores a 0,72cm X 2,10cm (tamanho aproximado de uma porta).
Também são relatados problemas de embarcações sofrendo incêndios e naufrágios ao transportar os animais, sufocamentos durante as jornadas e estresse por calor, que podem causar dor e até morte. Além disso, são recorrentes os relatos de bois que caem das embarcações durante o transporte, como ocorreu em São Sebastião, onde foram encontrados três bovinos boiando no mar em junho de 2018. O valor da carne exportada também pode sofrer reduções devido a mortandade, lesões e aumento da rigidez da carne por conta do esgotamento do glicogênio muscular.
Segundo o gerente de investigações da ONG Mercy For Animals no Brasil, os navios transportadores de animais vivos (NTAVs) apresentam duas vezes mais chances de naufragar, já que são geralmente navios convertidos para função após se tornarem velhos demais para realizar a atividade original. Além disso, a estrutura dos navios não é considerada a mais adequada, já que a inclusão de conveses adicionais nos navios para propiciar a atividade os torna mais instáveis em caso de ventos laterais. Estima-se que a idade média da frota desse tipo de embarcação seja de 36 anos, que é 20 anos a mais do que a média da frota global.

### Adernamentos
Em 2015 o navio Haidar, de bandeira libanesa, adernou com cerca de 5 mil bois e 700 toneladas de óleo no Porto de Vila do Conde, em Barcarena (Pará). Os animais contidos na embarcação morreram afogados, enquanto o navio ficou preso no fundo do mar por anos. Além disso, o movimento de banhistas das praias de Barcarena, Abaetetuba e ilhas vizinhas caiu, assim como os pescadores também não puderam mais retirar o sustento dos rios durante o período do ocorrido.

### Impacto ambiental
Na cidade de Abaetetuba (Pará), a Justiça do Pará suspendeu temporariamente as atividades da empresa Minerva Foods na região em 2019, devido a denúncias de comunidades tradicionais que alegaram graves despejos de resíduos, provenientes de gado mantido em fazendas locais, direcionados para o rio Cururupé.

## Protestos
No ano de 2017, o Fórum Nacional de Proteção e Defesa Animal apresentou uma ação civil pública que pedia a proibição da exportação de animais vivos em qualquer porto em território nacional. Em abril de 2023, a ação foi julgada procedente pelo juiz Djalma Moreira Gomes, da 25ª Vara Cível Federal de São Paulo, alegando que animais não humanos são sujeitos de direito e a proteção deles é dever jurídico, não sendo apenas um preceito de ordem moral. A sentença, no entanto, não possui efeito até que Tribunal Regional Federal da 3.ª Região julgue a suspensão de liminar sobre esse tema concedido à União durante o embarque de bovinos vivos no Porto de Santos em 2018.

### Porto de Santos
Entre os dias 26 e 31 de janeiro de 2018, o Porto de Santos recebeu cerca de 27 mil bois vivos advindos do interior paulista (cuja distância é de 500 quilômetros), destinados a embarcarem de navio para a Turquia. O navio Nada, de bandeira panamenha embarcou o gado, mas a operação foi suspensa devido a uma liminar expedida pela 25ª Vara Civil Federal de São Paulo, após denúncia do Fórum Nacional de Proteção e Defesa Animal alegando maus-tratos aos animais durante o processo. Cerca de 500 pessoas protestaram em frente ao porto alegando que as condições de maus tratos aos animais na embarcação eram inaceitáveis. O navio ficou parado por oito dias no porto, o que gerou forte odor de esterco na cidade santista, até que no dia 5 de fevereiro uma determinação da Justiça Federal permitiu a continuidade do embarque a pedido da Advocacia-Geral da União (AGU).
Neste meio tempo, a CETESB multou o terminal Ecoporto em R$450 milhões por desacordo no licenciamento ambiental, já que a empresa apenas possuía licença para operar com containers. Além disso, a prefeitura de Santos multou a Minerva Foods em R$1,5 milhões, empresa responsável pelos animais. Após disputa judicial também no início de 2018, uma lei municipal foi deferida no município de Santos proibindo o transporte de animais vivos no município. No entanto, a Confederação da Agricultura e Pecuária do Brasil (CNA) e a Federação Brasileira das Associações de Criadores de Animais de Raça (Febrac) entraram com ação no Supremo Tribunal Federal (STF), o qual derrubou a lei por alegação de inconstitucionalidade em outubro do mesmo ano.

### Porto de São Sebastião
São frequentes os protestos contra a exportação de animais vivos no Porto de São Sebastião, litoral norte paulista. Os ativistas alegam que essa prática traz poucos benefícios para a população do município e regiões vizinhas, mas provoca uma série de prejuízos para os animais por conta dos maus-tratos, além de desfavorecer o turismo e o meio ambiente da região do litoral norte.
Em 2018, uma ação civil pública foi proposta pela diretora jurídica da Agência de Notícias de Direitos Animais (Anda) contra o embarque da animais vivos na cidade, alegando que a atividade não possui licenciamento ambiental (EIA/Rima) e planos de contingenciamento em caso de acidente.
Em outubro de 2023, o presidente da Câmara dos Vereadores de São Sebastião, providenciou um seminário visando convencer os 12 vereadores a aprovar uma lei no município que proíba o embarque de carga viva, apresentando os maus tratos sofridos pelos animais durante o trajeto do interior paulista até o embarque no porto da cidade, além dos prejuízos ao turismo local e meio ambiente da região.